# Атакьой (квартал в Бакъркьой)
„Атакьой“ (на турски: Ataköy) е квартал в район Бакъркьой в европейската част на Истанбул, Турция.[поясни]
„Атакьой“ е разположен в непосредствена близост до район „Бахчелиевлер“ и квартал „Шириневлер“. Районът в тогавашните покрайнини на град Истанбул, който днес обхваща „Атакьой“, е принадлежал на турската армия и се е наричал Барутане (букв.агазин за барут). През 50-те години на XX век правителството на министър-председателя Аднан Мендерес, който е на този пост в периода 1950 – 1960 г., прехвърля имота на държавната банка за недвижими имоти Emlak Bank за обграждане като сателитен град на достъпни жилища за домакинства със средни доходи.[ неясно? ]
Атакьой се състои от четири части с единадесет секции от жилищни блокове. Кварталът е спокоен жилищен район с широки зелени зони.
Към 2022 г. общото население на четирите миниквартала в Атакьой е 51 493 души, от които 53,9% жени.
Следните съоръжения са разположени в Aтакьой: Културен център „Юнус Eмре“, консерватория, пристанище, търговски центрове, спортна зала.

## Околна среда
Aтакьой е една от най-зелените зони в Истанбул, защото е построена през 50-те години на ХХ век като един от първите планирани жилищни квартали. В последните години голяма част от крайбрежието на Атакьой е обект на активно застрояване, включително множество хотели и жилищни сгради, което води до намаляване на зелените площи.

## Транспорт
Aтакьой се обслужва от метролиния M1B на станция „Aтакьой – Шириневлер“ и от линия Maрмара и M9 на станция „Aтакьой“. Градските автобусни линии 71T-72T и 71AT свързват квартала с площад Таксим.